# Kära vinter
Kära vinter – czwarty album studyjny szwedzkiego piosenkarza Månsa Zelmerlöwa, wydany 19 grudnia 2011 przez Warner Music Sweden.

## Lista utworów
Źródło: Discogs
| Nr  | Tytuł                                             |
| --- | ------------------------------------------------- |
| 1.  | „Kära vinter”                                     |
| 2.  | „December”                                        |
| 3.  | „Christmas Song”                                  |
| 4.  | „Winter Wonderland”                               |
| 5.  | „Have Yourself a Merry Little Christmas”          |
| 6.  | „I Pray on Christmas” (with. Björn Skifs)         |
| 7.  | „Jag drömmer om en Jul hemma”                     |
| 8.  | „Oh, Come All Ye Faithful”                        |
| 9.  | „Tomten jag vill ha en riktig Jul”                |
| 10. | „The Angel Gabriell” (with. Lunds Studentsångare) |
| 11. | „Vit som snö” (with. Pernilla Andersson)          |